# Fat Possum Records
Fat Possum Records ist eine unabhängige amerikanische Plattenfirma mit Sitz in Oxford, Mississippi.

## Geschichte
Die Firma wurde 1992 von  Matthew Johnson und Peter Redvers-Lee in Oxford, Mississippi gegründet. Ursprünglich spezialisierte sich die Firma auf die Entdeckung von Bluesmusikern aus der nördlichen Mississippiregion. Viele der frühen Musiker wurden mit Hilfe des Musikkritikers der New York Times, Robert Palmer, entdeckt, der auch einige Alben für das Label produzierte.
Obwohl viele Alben der Firma von der Kritik hoch gelobt wurden, schlitterte die Firma bald in die roten Zahlen, ein Problem, mit dem die Firma lange kämpfen musste. Auch ein Rechtsstreit mit Capricorn Records band viele Geldmittel, so dass einige Projekte nicht verwirklicht werden konnten. Im Laufe der Zeit verbreiterte die Firma ihre Basis, in dem sie junge Bands, auch abseits des Bluesgenres, in ihr Programm aufnahm.

## Künstler auf Fat Possum Records
Junior Kimbrough, R. L. Burnside, Louisiana Red, Fred McDowell, Furry Lewis, T-Model Ford, Solomon Burke, Wavves, Asie Payton, King Ernest, Charles Caldwell, Jaguar Love, Blackfire Revelation, Dave Thompson, Hezekiah Early, Jelly Roll Kings, Jimmy Lee Williams, Nehl Cloete, Johnny Farmer, Jojo Hermann, King Ernest, Little Freddie King, The Neckbones, Paul 'Wine' Jones, Red Onions, Robert Cage, Robert Belfour, Scott Dunbar, Sunday Nights, Twenty Miles, A.A. Bondy, Adam Green, Lissie, 2:54, Soccer Mommy u. a.